# مصطفی آزمایش
سید مصطفی آزمایش حقوقدان، نویسنده و پژوهشگر فرانسوی-ایرانی است که به دلیل فعالیت‌های علمی و فرهنگی خود در زمینه عرفان، اسلام و مسیحیت شناخته می‌شود.  
سید مصطفی آزمایش دارای دکترای اسلام‌شناسی از دانشگاه لیون فرانسه است و سال‌هاست که در عرصه گفت‌وگوی بین‌ادیان، ترویج فهم عرفانی، و تبیین مفاهیم مشترک ادیان الهی فعالیت می‌کند.
در کنار فعالیت‌های علمی، سید مصطفی آزمایش یکی از چهره‌های برجسته در زمینه حقوق بشر نیز به‌شمار می‌رود. وی همواره در راستای اصلاح ساختارهای سیاسی و اجتماعی در نظام‌های بنیادگرا، از جمله جمهوری اسلامی ایران، تلاش کرده است و خواهان حذف قوانین و رویه‌هایی است که ناقض کرامت انسانی و حقوق اساسی بشر هستند.
سید مصطفی آزمایش با نگاه نقادانه، رویکردی علمی و تعهد به اصول اخلاقی، جایگاهی ممتاز در میان اندیشمندان معاصر به خود اختصاص داده است.

## زندگی نامه
سید مصطفی آزمایش در سال ۱۳۳۰ در تهران متولد شد. وی پس از اتمام تحصیلات خود در رشته های ادبیات عرب (تهران ۱۳۵۲) و حقوق (تهران ۱۳۵۴) ، در سال ۱۳۵۵ به فرانسه رفت. در پاریس تحصیلات الهیات و تاریخ حقوق را در سوربن انجام داد. 
او همچنین دکترای مطالعات تطبیقی اسلام و مسیحیت را از دانشگاه لیون اخذ کرده است. هانری کوربن، فیلسوف و از نزدیکان به نورعلی تابنده یکی از اساتید وی بود. آزمایش پس از پایان تحصیلات آکادمیک ، تحقیقات خود را در زمینه های دین ، فلسفه و زمینه های مختلف علمی ادامه داد.
او در سال ۱۳۴۸ در مکتب صوفیه و طریقت دراویش گنابادی پذیرفته شد.
آزمایش مدتها بعد با دستور نورعلی تابنده رهبر وقت دراویش گنابادی،مجاز دز اقامه نماز جماعت این سلسله در کشور فرانسه شد.

## فعالیت های حقوق بشری
از زمان شروع انقلاب ایران در سال ۱۳۵۷، آزمایش تلاش کرده است تا با کسانی که افراط گرایی اسلامی را تبلیغ می کنند، مقابله کند. فعالیت های وی شامل مذاکرات در شورای حقوق بشر سازمان ملل است. 
او استدلال کرده است که اصول حقوق بشر با اصول قرآنی سازگار است.

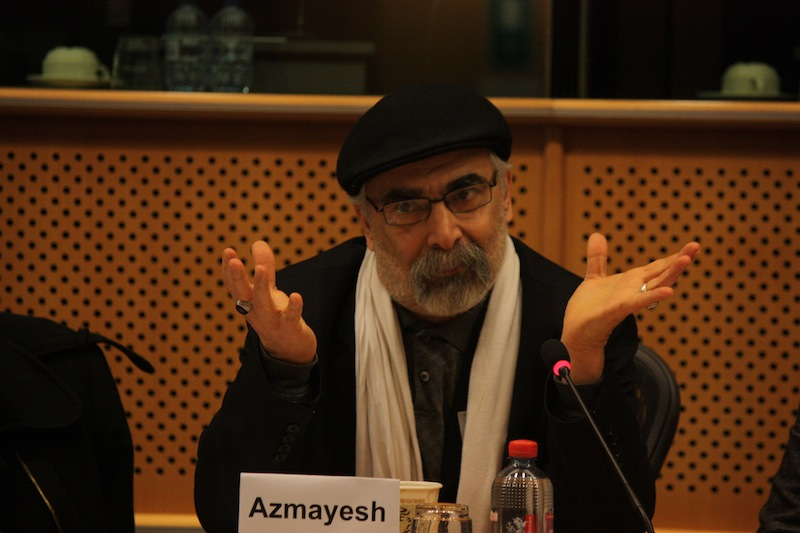
سخنرانی در پارلمان اروپا در سال 2011 - کنفرانس حقوق بشر

وی در واکنش به اعتراضات در سال ۱۳۸۸ پس از انتخابات ریاست جمهوری، از آزادی بیان و آزادی پس از بیان حمایت کرد و برای آزادی زندانیان سیاسی برجسته، مدیران خبرگزاری مجذوبان نور از جمله کسری نوری فعالیت کرد.
وی در یک سلسله کنفرانسها در انگلستان ، آلمان ، پارلمان انگلستان و پارلمان اروپا سخنرانی کرده و پیشنهادها و گزارشهای تحقیقاتی را برای مقابله با این مسائل فزاینده خشونت و افراط گرایی منتشر کرده است.

## انجمن جهانی پاسداشت حقوق بشر
آزمایش برای ادامه تلاش های خود در جهت حمایت از حقوق بشر برای همه ، مقابله با ظهور افراط گرایی، خشونت اسلامی خشونت علیه اقلیت های دینی، انجمن جهانی پاسداشت حقوق بشر (IOPHR) را در سال ۱۳۹۳ تأسیس کرد.
انجمن پاسداشت حقوق بشر، یک سازمان غیرانتفاعی فعال و اتاق فکرش مستقر در انگلستان است. این یک سازمان تحقیقاتی است ، با هدف حفظ حقوق بشر برای همه ، و از بین بردن تهدیدات امنیت و امنیت جامعه. IOPHR کنفرانسهایی را در پارلمان انگلستان، پارلمان اروپا و در سراسر اروپا برگزار کرده است.

## آثار
- از دکتر آزمایش عناوین متعددی در زبانهای فارسی ، انگلیسی و آلمانی منتشر شده است برخی از آثار وی به شرح ذیل می باشند :‌

### عناوین به زبان فارسی:‌
- تاريخچه سلسله صوفيّه نعمت‌اللهيّه و فِرَق منشعبه[۹]
- درآمدی بر تحولات تاریخی سلسله نعمت اللهیه در دوران اخیر[۱۰]
- با فردوسی سلوک صوفیانه تا دیار سیمرغ [۱۱]
- عرفان ایران، مجموعه مقالات[۱۲]
- علم یوگا[۱۳]
- هنوز هم خورشید از شرق می درخشد[۱۴]

### عناوین به زبان انگلیسی:
- پژوهشی نوین در قرآن : چگونه و چرا دو نسخه از اسلام به تاریخ بشر وارد شد [۱۵]
- تعالیم یک مربی عرفان[۱۶]
- دُرّ تصوف[۱۷]
- مصلوب شدن عیسی مسیح : واقعیت یا خیال؟ پژوهشی  در مورد به صلیب کشیده شدن عیسی مسیح[۱۸]
- مراقبه قلبی : پیش درآمدی بر مراقبه عرفانی قلبی [۱۹]

### عناوین به زبان آلمانی:‌
- درباره عشقی که شما را آزاد می کند: بینش های قدیمی و جدید در مورد زندگی و مرگ عیسی مسیح [۲۰]
- بخشش - مسیر شفا: چگونه تعارضات را حل کنیم، تجربیات دردناک را رها کنیم و زندگی خود را از بارهای قدیمی سم زدایی کنیم؟ اینگونه به  آزادی درونی دست می یابید و آینده خود را دوباره طراحی می کنید [۲۱]

### سایر فعالیتهای چندرسانه ای:
دکتر آزمایش علاوه بر تالیف و انتشار کتب متعدد،  فعالیتهای چند رسانه ای گسترده ای با هدف  معرفی محتوای واقعی عرفان ایران و مبارزه با خرافه گستری در شبکه های مجازی مانند رادیو آی . اف . ان (شنیداری)  و تلوزیون دُرّ (دیداری ) داشته است. همچنین هزاران  ساعت از  درسهای دکتر آزمایش  حول  موضوعات مختلف بویژه محتوای عرفانی در شبکه  یو تیوب منتشر شده است. 
برخی از عناوین برنامه های  دکتر آزمایش به شرح ذیل است :‌
از قلب تا دل 
استحمار
اشیاء پرنده
برزخ
بقای روح بعد از مرگ
تاریخ تحلیلی اسلام
تجربه بعد از مرگ
تعریف انسان در فلسفه یونانی و در فرهنگ خسروانی
تفاوتهای موعودگرایی آرماگدونیستی و حجتیه
جناب شاه نعمت الله ولی
جوانمردی
چشم زخم
شیخ حسن بصری
حقوق بشر
خاتم سلیمان
خرافات
خرافات و روشنگری
خودآگاه جمعی و ارتباط فیزیک و متافیزیک
روز درویش
ضحاک و امپراتوری شیطان (بیورسب) 
کارکرد مغز
عالم اکبر
عین عرفان :‌ معرفی عرفان به زبان ساده
منصور حلاج
نقدی بر آرا و نظرات احمد فردید مهینی